# Neckera retrorsa
Neckera retrorsa là một loài rêu trong họ Neckeraceae. Loài này được (Mitt.) Müll. Hal. mô tả khoa học đầu tiên năm 1869.